# Tramwaje w Sète
Tramwaje w Sète − zlikwidowany system komunikacji tramwajowej we francuskim mieście Sète, działający w latach 1901−1935.

## Historia
28 grudnia 1899 eksploatację tramwajów w Sète przyznano spółce Compagnie des Tramways de Cette. Linię tramwajową o rozstawie toru 1000 mm otwarto w styczniu 1901. Wkrótce sieć tramwajowa składała się z 4 linii:
- 1: Gare du Midi - Môle
- 2: Halles - La Peyrade
- 3: Pont Verla - Les Casernes
- 4: Môle - Corniche

W 1904 wydłużono trasę z Casernes do Métairie. Sieć obsługiwało 13 wagonów silnikowych. We wnętrzu wagonów było 30 miejsc siedzących. Tramwaje zostały zastąpione autobusami w 1935. 